# 파할감
파할감(Pahalgam) 또는 파할곰(Pahalgom)은 인도의 연방 직할지인 잠무 카슈미르의 아난트나그구에 위치한 도시이다. 리데르강(Lidder River) 유역에 있으며 카슈미르 계곡의 해발 2,200m의 산지에 위치해 있다. 아난트나그구의 11개 테실(tehsil, 구의 하위 행정구역) 가운데 하나를 이루고 있다.
구 중심도시 아난트나그에서 약 45km 떨어진 지점에 있으며 관광객들이 많이 찾는 휴양지이자 트래킹 코스로 유명하다. 특히 매년 7월~8월 힌두교도들이 아마르나트 사원(Amarnath Temple)으로 향하는 순례길의 시작지점으로도 알려져있다.

## 지리
'파할감' (Pahalgam)은 카슈미르어로 '양치기의 마을'이란 뜻으로, 양치기를 뜻하는 '푸헤일' (Puheyl)과 마을을 뜻하는 '고암' (goam)이 합쳐진 지명이다. 힌디 문학에서는 '발리가온' (baligaon)이란 이름으로 언급되는데 힌두교의 신 시바가 아마르나트로 향하는 길에 황소를 둔 곳으로 알려져 있다.
파할감은 인도 연방 직할지인 잠무 카슈미르의 아난트나그구에 위치해 있다. 카슈미르 계곡의 젤룸강 동쪽 방면으로 펼쳐진 리데르계곡의 해발고도 2,200m 지점에 자리해 있다. 리데르강의 동서 지류가 파할감 근처에서 합류하여 좁은 계곡으로 이어지는 풍경이다. 파할감에서 계곡이 두 갈래로 나뉘는데, 하나는 북동쪽 방면의 아마르나트 (Amarnath)로 향하고 다른 하나는 북서쪽 방면의 아루 (Aru)로 향한다. 이 지역의 지질은 화산암과 석회암으로 이루어져 있으며 비대칭형 빙식암, 식생은 전나무 등의 상록수와 소나무, 가문비나무 같은 침엽수가 지배적이다.
파할감은 잠무 카슈미르의 다른 지역과 도로를 통해 접근이 가능하다. 국가고속도로 제501호선 (NH 501)을 통해 파할감과 아난트나그가 연결된다. 국영 버스와 사설버스가 아난트나그, 잠무, 스리나가르와 노선을 개설하고 있다. 가장 가까운 철도역은 우담푸르 (Udhampur)와 잠무에 위치해 있으며, 각각 217km, 285km 떨어진 위치해 있다. 가장 가까운 공항은 스리나가르 공항으로 파할감에서 약 95km 거리에 있다.
파할감의 기후는 온대 기후로서 여름에는 온화하고 겨울에는 춥다. 겨울철인 12월~2월에는 당일 기온변화가 최저를 기록한다. 겨울철 야간에는 차가운 바람으로 기온이 영하로 급격히 떨어질 수 있으며, 최대 4m에 달하는 폭설이 내리기도 한다. 여름은 6월부터 10월까지이며 이 시기에 최고기온을 기록한다. 11월 이후 늦겨울부터 여름이 시작되기 전인 5월까지 대부분의 강수량이 내린다.
| 파할감 (일반: 1991년~2020년, 최극단: 1978년~2020년 통계)의 기후 | 파할감 (일반: 1991년~2020년, 최극단: 1978년~2020년 통계)의 기후 | 파할감 (일반: 1991년~2020년, 최극단: 1978년~2020년 통계)의 기후 | 파할감 (일반: 1991년~2020년, 최극단: 1978년~2020년 통계)의 기후 | 파할감 (일반: 1991년~2020년, 최극단: 1978년~2020년 통계)의 기후 | 파할감 (일반: 1991년~2020년, 최극단: 1978년~2020년 통계)의 기후 | 파할감 (일반: 1991년~2020년, 최극단: 1978년~2020년 통계)의 기후 | 파할감 (일반: 1991년~2020년, 최극단: 1978년~2020년 통계)의 기후 | 파할감 (일반: 1991년~2020년, 최극단: 1978년~2020년 통계)의 기후 | 파할감 (일반: 1991년~2020년, 최극단: 1978년~2020년 통계)의 기후 | 파할감 (일반: 1991년~2020년, 최극단: 1978년~2020년 통계)의 기후 | 파할감 (일반: 1991년~2020년, 최극단: 1978년~2020년 통계)의 기후 | 파할감 (일반: 1991년~2020년, 최극단: 1978년~2020년 통계)의 기후 | 파할감 (일반: 1991년~2020년, 최극단: 1978년~2020년 통계)의 기후 |
| 월                                                              | 1월                                                             | 2월                                                             | 3월                                                             | 4월                                                             | 5월                                                             | 6월                                                             | 7월                                                             | 8월                                                             | 9월                                                             | 10월                                                            | 11월                                                            | 12월                                                            | 연간                                                            |
| --------------------------------------------------------------- | --------------------------------------------------------------- | --------------------------------------------------------------- | --------------------------------------------------------------- | --------------------------------------------------------------- | --------------------------------------------------------------- | --------------------------------------------------------------- | --------------------------------------------------------------- | --------------------------------------------------------------- | --------------------------------------------------------------- | --------------------------------------------------------------- | --------------------------------------------------------------- | --------------------------------------------------------------- | --------------------------------------------------------------- |
| 역대 최고 기온 °C (°F)                                          | 13.8 (56.8)                                                     | 17.6 (63.7)                                                     | 23.9 (75.0)                                                     | 27.4 (81.3)                                                     | 30.8 (87.4)                                                     | 32.0 (89.6)                                                     | 31.5 (88.7)                                                     | 32.2 (90.0)                                                     | 30.0 (86.0)                                                     | 27.7 (81.9)                                                     | 23.0 (73.4)                                                     | 15.6 (60.1)                                                     | 32.2 (90.0)                                                     |
| 일평균 최고 기온 °C (°F)                                        | 4.9 (40.8)                                                      | 7.2 (45.0)                                                      | 12.5 (54.5)                                                     | 17.6 (63.7)                                                     | 21.3 (70.3)                                                     | 24.2 (75.6)                                                     | 25.5 (77.9)                                                     | 25.4 (77.7)                                                     | 23.7 (74.7)                                                     | 19.9 (67.8)                                                     | 13.1 (55.6)                                                     | 7.9 (46.2)                                                      | 17.0 (62.6)                                                     |
| 일평균 최저 기온 °C (°F)                                        | −6.1 (21.0)                                                     | −3.9 (25.0)                                                     | −0.3 (31.5)                                                     | 3.3 (37.9)                                                      | 5.8 (42.4)                                                      | 8.9 (48.0)                                                      | 12.9 (55.2)                                                     | 13.0 (55.4)                                                     | 8.7 (47.7)                                                      | 2.6 (36.7)                                                      | −1.4 (29.5)                                                     | −4.2 (24.4)                                                     | 3.5 (38.3)                                                      |
| 역대 최저 기온 °C (°F)                                          | −18.6 (−1.5)                                                    | −17.3 (0.9)                                                     | −13.0 (8.6)                                                     | −4.0 (24.8)                                                     | −1.0 (30.2)                                                     | 1.5 (34.7)                                                      | 2.0 (35.6)                                                      | 4.0 (39.2)                                                      | 0.6 (33.1)                                                      | −5.1 (22.8)                                                     | −10.8 (12.6)                                                    | −15.7 (3.7)                                                     | −18.6 (−1.5)                                                    |
| 평균 강우량 mm (인치)                                           | 136.0 (5.35)                                                    | 144.5 (5.69)                                                    | 171.2 (6.74)                                                    | 144.2 (5.68)                                                    | 120.1 (4.73)                                                    | 91.2 (3.59)                                                     | 107.1 (4.22)                                                    | 114.9 (4.52)                                                    | 95.1 (3.74)                                                     | 38.2 (1.50)                                                     | 51.3 (2.02)                                                     | 59.7 (2.35)                                                     | 1,273.5 (50.14)                                                 |
| 평균 강우일수                                                   | 8.1                                                             | 9.3                                                             | 10.3                                                            | 10.0                                                            | 9.8                                                             | 8.3                                                             | 8.8                                                             | 9.0                                                             | 7.0                                                             | 3.3                                                             | 3.0                                                             | 3.9                                                             | 90.8                                                            |
| 평균 상대 습도 (%) (17:30 IST)                                  | 80                                                              | 76                                                              | 66                                                              | 60                                                              | 57                                                              | 58                                                              | 64                                                              | 68                                                              | 65                                                              | 59                                                              | 68                                                              | 75                                                              | 66                                                              |
| 출처: 인도 기상부                                               |                                                                 |                                                                 |                                                                 |                                                                 |                                                                 |                                                                 |                                                                 |                                                                 |                                                                 |                                                                 |                                                                 |                                                                 |                                                                 |

## 사회
2011년 총 인구는 9,200여명으로 남성은 59.8%, 여성은 40.2%를 차지하고 있다. 파할감 마을의 문해율은 64.9%로 집계되며, 대상연령대의 약 48%가 정규직으로, 10%가 비정규직인 것으로 집계된다. 지정 카스트와 지정 부족(이른바 불가촉천민)의 비중은 약 10%에 달한다. 주요 종교는 이슬람교로 전체 인구의 80%를 차지하며, 두번째는 힌두교로 17.6%를 차지하고 있다.
파할감은 파할감 시의회 (Pahalgam Municipal Committee)를 두고 있으며, 수도공급과 위생, 폐기물 관리 등 기본적인 기반시설과 정부정책을 관할하고 있다. 파할감은 총 13개 구역 (ward)로 나뉘며, 각 구역마다 시의원을 선출한다.

## 관광
파할감은 리데르계곡의 고원에 위치하여 온화한 기후를 보이고 있으며, 산책로가 잘 정비되어 관광객들에게 인기가 높다. 2015년 기준 파할감의 숙박시설 수용 규모는 약 7,020명에 달한다.

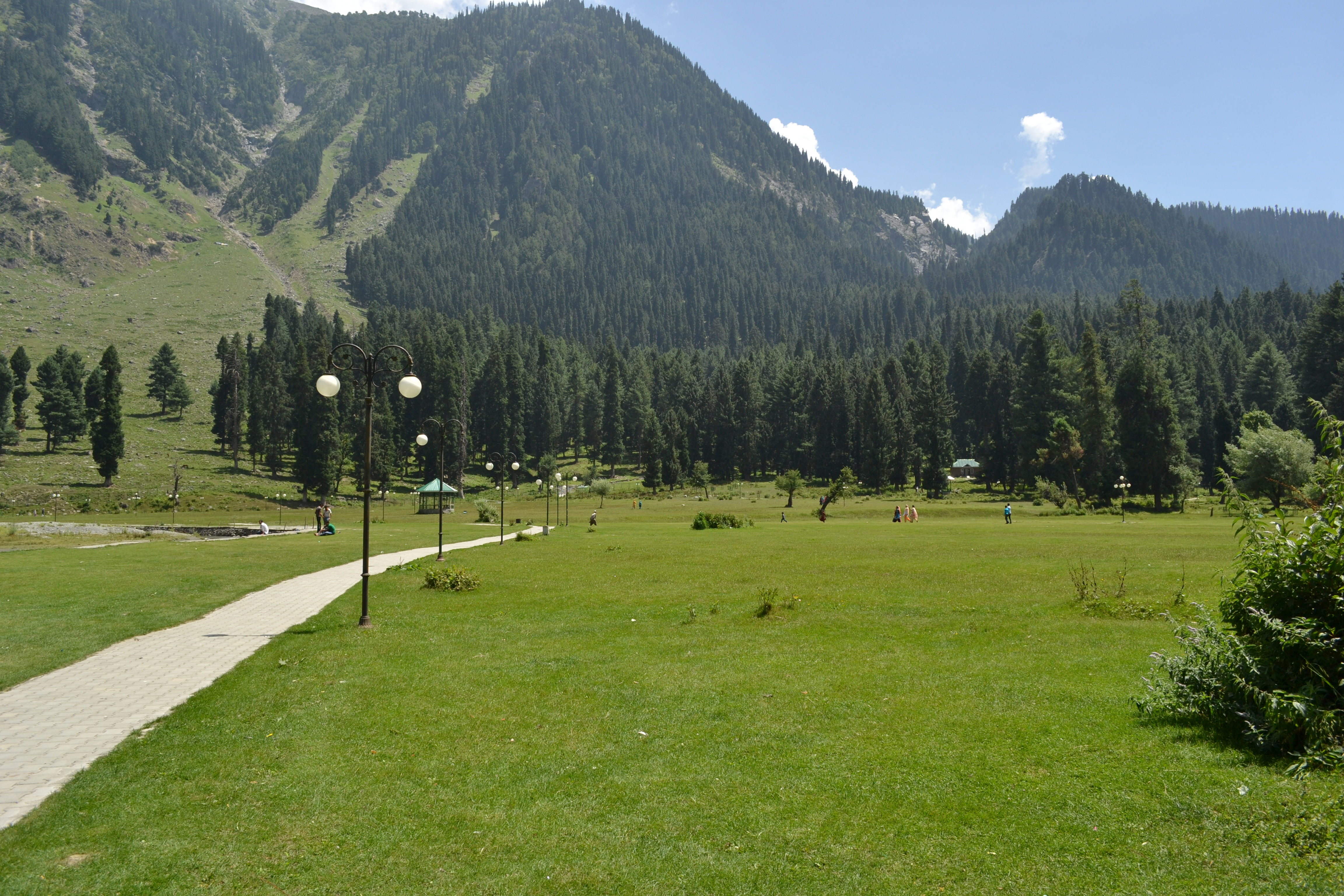
파할감 인근 베타브계곡의 풍경

가장 유명한 관광명소로 아마르나트 사원 (Amarnath Temple)이 있는데 파할감 계곡 위에 위치한 힌두교의 순례지이다. 파할감 마을은 매년 7월~8월에 열리는 순례행사의 태초마을 역할을 하며, 계절에 따라 순례객이 유입된다. 힌두 신화에서 시바신이 아마르나트 동굴에 들어가기 전에 파할감에 자신이 타고 다니는 난디를, 찬단와리에 머리에 이고 있는 달을, 셰슈나그호에는 목에 걸던 뱀을, 판치타르니 (Panchtarni)에는 자연 오대 요소를 남겼다고 전해진다. 마을에서 약 16km 떨어진 찬단와리 (Chandanwari)에서 순례길이 시작되며, 파할감에서 셰슈나그호와 판치타르니를 거쳐 아마르나트까지 이어진다.
콜라호이 빙하는 콜라호이봉 바로 아래, 리데르계곡에 위치한 빙하로 유명하다. 파할감에서 아루(Aru)를 거쳐가는 산책로를 따라 찾아갈 수 있다. 바이사란계곡과 베타브계곡은 파할감 인근에 위치한 초원지대로서 산과 숲으로 둘러쌓여 관광객이 많이 찾는다. 2011년에는 파할감 골프장(Pahalgam Golf Course)이 18홀 규모로 개장하였다.
계절 단위 관광객의 급증으로 지역 내에서는 고형 폐기물이 대량으로 발생하는 문제가 제기되고 있다. 이는 현지 폐기물 관리체계에 부담이 되며, 마을 곳곳에 폐기물을 투기하는 결과를 낳는다. 전체 도시 폐기물의 약 74%가 관광업으로 인한 것으로 추산하며, 무분뷸한 투기로 리데르강 하류에서 수인성 질병과 기타 건강 문제가 발생할 가능성이 커졌다.
2025년 4월 22일, 테러조직 저항전선(TRF)의 무장세력이 파할감 인근 바이사란 계곡에서 관광객에 총기를 난사해 최소 28명이 사망하고 20명이 부상당하는 테러 사건이 벌어졌다.

## 같이 보기
- 잠무 카슈미르

### 참고 문헌
- Ahmad, Bashir (2003). 《Jammu and Kashmir State: Kashmir region》. State Gazetteers Unit, Government of Jammu and Kashmir.
- Betts, Vanessa; McCulloch, Victoria (2014). 《Indian Himalaya Handbook》. Footprint. ISBN 978-1-907-26388-0.
- Hazra, Rajendra Chandra (2003). 《Rise of Epic and Purāṇic Rudra-Śiva Or Śiva Maheśvara》. Sri Balaram Prakashani.
- Kaul, Manmohan Nath (1990). 《Glacial and Fluvial Geomorphology of Western Himalaya Liddar Valley》. Concept Publishing. ISBN 978-8-170-22244-6.
- Raina, Mohini Qasba (2014). 《Kashur The Kashmiri Speaking People: Analytical Perspective》. Partridge Publishing. ISBN 978-1-482-89945-0.